# Mario Laguë
Mario Laguë (né en 1958 et décédé le 12 août 2010) est un diplomate et un fonctionnaire canadien. 

## Biographie

### Carrière
Diplomate de carrière, Laguë est ambassadeur du Canada au Costa Rica de 2004 à 2007, et au Honduras et Nicaragua de 2005 à 2007. Il est aussi directeur des communications pour le Parti libéral du Canada.

### Décès
Le 12 août 2010, Mario est tué dans un accident de la circulation à Ottawa (Ontario), lorsque sa motocyclette heurte un véhicule utilitaire sport.